# ضربه ناگهانی
ضربه ناگهانی (انگلیسی: Sudden Impact) یک فیلم انتقام‌جویانه و دلهره‌آور آمریکایی محصول سال ۱۹۸۳، چهارمین قسمت از مجموعه هری کثیف، به کارگردانی، تهیه‌کنندگی و بازی کلینت ایستوود است (که تنها فیلم از سری هری کثیف به کارگردانی خود ایستوود است) این فیلم داستان یک قربانی تجاوز گروهی (سوندرا لوک) را روایت می‌کند که ده سال پس از حمله تصمیم می‌گیرد با کشتن یکی یکی از متجاوزان انتقام بگیرد. بازرس کالاهان (ایستوود) که به‌خاطر تاکتیک‌های غیرمتعارف و اغلب وحشیانه‌اش در مبارزه با جنایت مشهور است، وظیفه دارد قاتل زنجیره‌ای را ردیابی کند.
این فیلم به خاطر عبارت جذاب «برو، روزم را بساز»، نوشته جان میلیوس و توسط شخصیت اسلحه‌دار کلینت ایستوود در ابتدای فیلم در حالی که او به سارق مسلحی که گروگانی را در دست دارد، خیره می‌شود، قابل توجه است.

## داستان
کارآگاهی به نام هری کالاهان است که به خاطر رفتار عجیب و خشونت آمیزش از کار برکنار می‌شود و برای گذراندن تعطیلات به شهر کوچک سن پائولو می‌رود، این در حالیست که هنوز پرونده ناتمام یک قتل را در دست دارد.

## بازیگران
- کلینت ایستوود
- سوندرا لوک
- پت هینگل
- برادفورد دیلمن
- مایکل کوری
- مایکل وی. گازو
- نانسی پارسونز
- بتی فورد

## گیشه
در آخر هفته افتتاحیه، فیلم در ۱۵۳۰ سینما در ایالات متحده ۹٫۶۸۸٫۵۶۱ دلار فروخت. در مجموع در ایالات متحده و کانادا، این فیلم ۶۷٫۶۴۲٫۶۹۳ دلار به دست آورد که آن را به بالاترین درآمد در بین پنج فیلم در فرانچایز هری کثیف تبدیل کرد. این فیلم همچنین از فروش ۶۳٫۶ میلیون دلاری فیلم گلوله آتشین فراتر رفت و به پردرآمدترین قسمت چهارم یک فیلم در ایالات متحده و کانادا تبدیل شد. در سراسر جهان، بیش از ۱۵۰ میلیون دلار درآمد داشت.